# Dimethyltryptamin
Dimethyltryptamin (DMT; N,N-dimethyltryptamin) je velmi silný, přírodně se vyskytující halucinogen produkovaný rostlinami a přítomný ve stopovém množství i v lidském těle. Největší množství DMT, ačkoliv stále jen stopové, se v tělech savců vyskytuje především v epifýze. Ale když ta byla z mozku potkana odstraněna, mozek byl stále schopen DMT produkovat v několika regionech. DMT je tedy produkováno přirozeně z neuronů mozku savců a může přispívat k některým aspektům funkcí mozku vyššího řádu (jako je zpracování vědomých informací nebo učení/paměť atd.)
Důkazy naznačují, že endogenní DMT hraje důležitou roli pro řadu procesů v periferním a centrálním nervovém systému a může působit jako neuropřenašeč. Díky své úloze v signalizaci nervového systému může být DMT užitečným experimentálním nástrojem při zkoumání fungování mozku a může být také užitečným klinickým nástrojem k léčbě úzkosti a psychózy.
Vykazuje podobnosti s dalšími halucinogeny, jako je LSD a psilocybin. Chemicky je to bílá či nahnědlá aromatická krystalická látka.

## Historie
Nejstarší známkou užívání DMT byl nález váčku obsahujícího šňupací směs yopo obsahující DMT, 5-MeO-DMT a bufotenin v pohřebišti v severním Chile. Poprvé bylo užívání domorodými obyvateli Karibiku zdokumentováno již při objevování Ameriky v roce 1496. V následujících staletích bylo zaznamenáno užívání yopo na různých místech v Jižní Americe. První záznamy o užívání ayahuasky, nápoje obsahujícího DMT a MAOI, v Amazonii pochází z poloviny 17. století, soudí se ale, že byla užívána již stovky, možná tisíce let předtím. Yopo i ayahuasca byly rituálními halucinogeny (entheogeny), používanými tamějšími šamany například při náboženských obřadech, věštění či léčení apod. V Amazonii byly nalezeny i další entheogeny, ve kterých byl identifikován DMT, například oo-koo-hé. Informace, které o nich máme, jsou ale velmi sporé. Tyto tradice se na některých místech zachovaly dodnes.
Moderní vědou byl však DMT syntetizován až v roce 1931, jeho psychoaktivní účinky byly nalezeny ještě o několik let později. Koncem šedesátých let se objevil jako psychoaktivní droga na černém trhu v USA, roku 1971 byl v USA postaven mimo zákon, což následovalo i ve většině zemí světa. Na přelomu osmdesátých a devadesátých let zažil DMT malý revival, například v Brazílii bylo legalizováno rituální užívání ayahuasky početnou církví Santo Daime i jinými. Neměli bychom také opomenout vliv Terence McKenny, známého popularizátora DMT té doby. V roce 1990 také poprvé po dvaceti letech začal výzkum DMT na lidech vedený Rickem Strassmanem.

## Výskyt

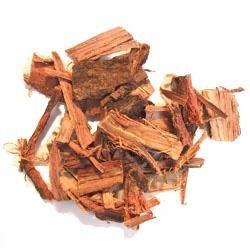
Kůra kořenů Mimosy hostilis obsahuje až 5% DMT.

DMT se minimálně ve stopovém množství vyskytuje pravděpodobně ve všech živých organismech. V některých rostlinách se ale vyskytuje v poměrně velké koncentraci, především v rodech Phalaris, Delosperma, Acacia, Desmodium, Mimosa, Virola a Psychotria (například Psychotria viridis, Mimosa hostilis nebo chrastice rákosovitá). V lidském těle je jeho přítomnost také prokázána. Jeho funkce v těle zatím nebyla uspokojivě objasněna, předpokládá se, že se mj. podílí na snění, zážitcích blízkých smrti, mystických prožitcích atd. DMT lze také vytvořit synteticky. DMT díky své extrémní síle není příliš populární drogou a od drogových dealerů není běžně k dostání, mnoho uživatelů si ho vyrábí pro vlastní potřebu.

## Účinky
DMT způsobuje intenzivní změny smyslů, což vede k zrakovým a sluchovým halucinacím. Účinky drogy setrvají kolem 30 minut. DMT funguje podobně jako jiné psychedelické léky. Stejně jako LSD, působí DMT na serotoninové receptory v mozku. Změny hladiny serotoninu v mozku způsobují zkreslení zraku, nebo halucinace. Mozek začíná interpretovat vizuální, a někdy i sluchové, vstupy jinak. Jelikož je DMT normálně přítomen v lidském těle (ač v malých množstvích), tělo je připraveno na jeho metabolizaci a působení.
Většina lidí, kteří tyto změny zažili, popisovali, že vidí elfy, mimozemšťany, různé tvory, nebo mechanický, krystalický svět. Zatímco doba trvání halucinace je obvykle krátká, člověk, který ji prožije, má obvykle pocit, že byla skutečná a často i několik hodin dlouhá. Někteří lidé, kteří drogu pravidelně užívají, často prohlašují, že viděli základní strukturu vesmíru a  jakoby vyšší podstatu.

### Psychedelické stavy
Mezi časté fenomény patří například návštěva jiných dimenzí (hyperprostor) či komunikace s bytostmi je obývajícími, celkové radikální změny perspektivy, intenzivní kaleidoskopické vize i při otevřených očích, úplné opuštění vlastního těla a štěpení ega, výrazné změny ve vnímání času a rozměrů. Mezi méně časté pak změna barev, zvukové halucinace, žaludeční nevolnost a další. Téměř všichni uživatelé tvrdí, že pro popis tohoto zážitku nestačí běžná slova a jakýkoliv pokus o popis je nutně velmi nepřesný a zkreslený. Tyto zážitky mohou být velmi vividní (nezřídka jsou popisovány jako reálnější než každodenní realita) a v důsledku neočekávané intenzity pro mnoho lidí mohou být velice děsivé, někdy dokonce mohou způsobit přechodné psychické problémy.
Charakterově jsou také často přirovnávány k účinkům velkých dávek halucinogenních hub lysohlávek, jejichž hlavní aktivní látkou je psilocin (4-HO-DMT), který se od DMT liší pouze jednou hydroxylovou skupinou navíc.

### Nežádoucí účinky
Neoficiální zprávy popisují psychologicky náročné zkušenosti s DMT a dalšími psychedelickými sloučeninami. Míra výskytu těchto účinků nebyla řádně započítána. V případě psilocybinu však asi 30 % laboratorních zkušeností zahrnuje psychologicky náročné zkušenosti.
DMT může být velmi silné a může způsobit poškození duševního i fyzického zdraví. Mezi časté nežádoucí účinky užívání DMT jednou nebo v malém množství patří:
- rychlá srdeční frekvence,
- zvýšený krevní tlak,
- bolest na hrudi nebo pocit tísně,
- závratě,
- rychlé pohyby očí,
- rozšířené zornice.

DMT také působí na serotoninové receptory podobně jako antidepresiva, zejména na MAO inhibitory. Droga je považována za serotoninového agonistu. To znamená, že lidé, kteří užívají velké množství DMT nebo konzumují lék při užívání antidepresiv, jsou ohroženi serotoninovým syndromem. Když je mozek zaplaven příliš velkým množstvím serotoninu a nedokáže ho zpracovat, mohou vedlejší účinky zahrnovat:
- konfuzi,
- agitaci,
- bolest hlavy,
- ztrátu svalové koordinace,
- vysoký krevní tlak,
- třesavku,
- husí kůži.

Mezi závažnější příznaky serotoninového syndromu patří vysoká horečka, nepravidelný tep, bezvědomí a záchvaty křeče.
Ve velkých dávkách může DMT vést k záchvatovým poruchám, zástavě dýchání a kómatu. Lidé, kteří jsou náchylní k problémům duševního zdraví, včetně depresí, úzkostí a vážnějších stavů jako schizofrenie, mohou tyto stavy spustit kvůli rychlým a intenzivním změnám mozkové chemie. Při kombinaci s jinými léky, včetně amfetaminů, opioidních léků proti bolesti, antihistaminik, nebo sedativ, může DMT vést k závažným, život ohrožujícím nežádoucím účinkům. DMT může způsobit dehydrataci a hypertermii, která může být velmi nebezpečná ve společenském prostředí, jako jsou kluby a velké společenské akce.

## Užití
DMT lze užívat orálně, ale pouze v kombinaci s MAO inhibitory, jinak není účinný. Při tomto způsobu užití účinky nastupují v řádu desítek minut a trvají několik hodin, jsou méně intenzivní a častěji jsou doprovázeny tělesnými účinky, jako je kupříkladu zvracení. Chemicky se tato kombinace vyskytuje v ayahuasce, rituálním halucinogenu amazonských šamanů, kteří ji využívají k léčení a komunikaci s duchy. Dále je možné DMT užít inhalací (nejběžnější), injekčně nebo nasálně (šňupáním), případně i rektálně. V tomto případě účinky nastupují ihned a trvají 5–20 minut, ale jsou velmi intenzivní, intenzivnější než drtivá většina ostatních psychedelik v běžných dávkách. Někteří tvrdí, že právě tato látka umožňuje vnímaní věcí, které jsou normálně běžnému vnímání nepřístupné.
DMT je v ČR na seznamu zakázaných látek.

### Dávkování
Prahové účinky může uživatel pocítit již po užití 2 mg. Běžná dávka se pohybuje okolo 20–40 mg a není nijak závislá na tělesných proporcích. Po požití vzniká okamžitá tolerance, která se ovšem přibližně po hodině zcela vytrácí.

## Endogenní role DMT
Tato sloučenina se nachází v nízkých koncentracích v mozkové tkáni. Koncentrace DMT mohou být lokalizovány a zvýšeny v určitých případech, například zvýšení produkce v mozku hlodavců ve stresu. Dříve se předpokládalo, že endogenní DMT existuje v koncentracích příliš nízkých, aby vyvolaly farmakologické účinky, ale dva objevy to změnily. Za prvé, stopové aminové asociované receptory (SAAR) jsou aktivovány DMT a dalšími molekulami a za druhé, DMT může být lokálně odděleno v neurotransmiterových ukládacích váčcích ve farmakologicky relevantních koncentracích, čímž je schopen aktivovat další farmakologické receptory, např. serotonin. Tato zjištění naznačují, že DMT může hrát roli v normální fyziologii a psychopatologii. Jaká tato role může být, dosud nebylo stanoveno.
Ačkoli byl serotoninový systém považován za hlavní přispěvatel k psychedelickým účinkům DMT, byly pozorovány další behaviorální účinky, které nezahrnují serotonin nebo jiné monoaminergní systémy; jako je trhání, retropulze a třes. Kromě toho byly identifikovány molekulární účinky DMT, které nejsou zprostředkovány serotoninovými receptory. Například produkce fosfatidylinositolu se zvýšenou hladinou DMT není blokována antagonisty 5-HT2A receptoru. V poslední dekádě se vyvinuly novější hypotézy pro molekulární role endogenního DMT a zahrnují potenciální zapojení SAAR (zmíněných výše) a sigma-1 receptorů.
Je spousta spekulací o úloze DMT v přirozeně se vyskytujících změněných stavech vědomí, jako jsou psychóza, sny, tvořivost, představivost, náboženské nebo duchovní jevy a zážitky blízké smrti. Kromě toho může DMT hrát roli při probuzení reality. Probuzení reality je vytvářeno podobným způsobem jako změněné stavy s tou výjimkou, že normální stav koreluje s událostí ve „fyzickém“ světě. Probuzení reality lze tedy považovat za přísně regulovanou psychedelickou zkušenost a ke změně stavu dochází, když je tato regulace nějakým způsobem uvolněna. Tento model předpovídá, že smyslově měnící účinky podávané psychedeliky jsou výsledkem toho, že sloučenina působí přímo prostřednictvím neurofarmakologických mechanismů v regionech CNS zapojených do senzorického vnímání. Zjednodušeně řečeno, DMT může potenciálně působit jako neurotransmiter k provádění signální funkce v regionech CNS, které se podílejí na senzorickém vnímání.
Jiné teorie navrhují, že DMT může být důležité u psychiatrických poruch. Data z časných studií DMT naznačují, že DMT může být schizotoxin, a různí autoři předpokládali, že DMT je klíčovým faktorem při způsobování schizofrenie. Tato hypotéza již není akceptována, ale stále se předpokládá, že DMT může hrát roli v psychotických symptomech. Podobně bylo DMT považován za neurotoxický, ale novější výzkum naznačuje, že DMT může být ve skutečnosti neuroprotektivní.
Smyslové změny, které jsou běžně popsány u lidí užívajících DMT, se vyskytují pouze při podávání relativně vysokých koncentrací DMT. Tyto vysoké koncentrace jsou podobné koncentracím pozorovaným v synapsi při uvolňování endogenního DMT.

## Farmakokinetika
Nitrožilní podání radioaktivně značeného DMT králíkům způsobí vstup do mozku během 10 sekund a vylučování ledvinami, takže v moči 24 hodin po podání nebyly měřeny žádné stopy DMT nebo metabolitu. DMT však bylo stále možné detekovat 2 a 7 dní (0,1 % počáteční dávky) po podání. Ve stejné studii byl tryptamin odstraněn během 10 minut. Tato zjištění ukazují, že i po úplném vymizení dávky DMT z krve je DMT stále přítomno v CNS, což znamená, že DMT se v CNS produkuje. Subjektivní účinky nitrožilního podávání DMT (typická dávka 0,1–0,4 mg/kg) jsou na vrcholu asi za 5 minut a odezní přibližně za 30 minut. Mezisvalové účinky DMT hydrochloridu nebo DMT fumarátu (dávka 0,2–1 mg/kg) se rychle objevují během 2–5 minut a mohou trvat 30–60 minut, a účinky jsou obecně méně intenzivní než nitrožilní nebo inhalační cesty podání. Halucinogenní účinky DMT ve formě ayahuascy (0,6–0,85 mg/kg DMT) se obvykle objevují během 60 minut, vrchol po 90 minutách a mohou trvat přibližně 4 hodiny. Typické dávky kouřového nebo inhalovaného DMT na volné bázi jsou 40–50 mg, i když dávka může být až 100 mg. Počátek těchto dávek kouřeného DMT je rychlý, podobný jako u nitrožilního podání, ale trvá méně než 30 minut. Účinky kouřeného DMT jsou velmi intenzivní.
Aby bylo možné stanovit, že DMT působí spíše jako neurotransmiter, než aby byl pouze vedlejším produktem metabolismu jiných bioaktivních molekul, je nutné prokázat, že je syntetizován, skladován a uvolňován. Je zajímavé, že DMT může procházet třemi bariérami pomocí tří různých mechanismů, takže může být rozčleněno a uloženo v mozku. Tyto tři mechanismy mohou přinést vysoké nitrobuněčné a vezikulární koncentrace v neuronech, což naznačuje, že DMT může mít biologickou roli. Procesům pro transport glukózy a aminokyselin je dána podobná biologická priorita, což může naznačovat, že DMT je v těle přítomno z více důvodů než pro jeho psychedelické účinky, jako je adaptivní role v biologických procesech nebo univerzální role v buněčných ochranných mechanismech. 

## Syntéza

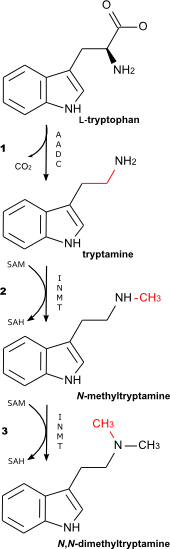
Syntéza DMT

Endogenní DMT je syntetizováno z esenciální aminokyseliny tryptofanu, který je dekarboxylován na tryptamin. Tryptamin je poté transmethylován enzymem indolethylamin-N-methyltransferázou (INMT) (s použitím S-adenosylmetioninu jako substrátu), který katalyzuje přidání methylových skupin, což vede k produkci N-methyltryptaminu (NMT) a DMT. NMT může také působit jako substrát pro INMT-dependentní DMT biosyntézu. INMT je široce exprimován v těle, především v periferní tkáni, jako jsou plíce, štítná žláza a nadledvinky. INMT se nachází ve střední úrovni v placentě, kosterních svalech, srdci, tenkém střevu, žaludku, sítnici, slinivce břišní a lymfatických uzlinách. Hustě se nachází v předním rohu míchy. V lidském mozku byla nejvyšší aktivita INMT nalezena v uncusu, medulle, amygdale, frontálním kortexu a ve frantiparietálním a temporálním laloku. Ukázalo se, že INMT je také umístěno v epifýze. Na základě studií buněčné frakcionace mozku na hlodavcích se 70 % INMT aktivity nachází v supernatantu a 20 % v synaptosomálních frakcích, což naznačuje, že enzym je umístěn v somatických buňkách, které jsou během homogenizačního procesu rozlomeny. Široká distribuce INMT znamená širokou distribuci pro DMT.
Enzymatická aktivita INMT je úzce regulována endogenními inhibitory. DMT při vysokých koncentracích (10–4 M) poskytuje 90% inhibici králičího plicního INMT. Kromě toho stejné tkáně, které obsahují INMT, také obsahují enzymy, které metabolizují DMT. Pouze malá frakce DMT vyrobeného nitrobuněčně se skutečně uvolňuje do krve. Tento proces pomáhá vysvětlit nekonzistentní detekční úrovně hodnocené v mnoha studiích. Produkce DMT se ve stresu zvyšuje v mozku a nadledvinách hlodavců. Zda mechanismus zvyšování DMT vyvolaný stresem je způsoben zvyšující se aktivitou INMT nebo snížením metabolismu DMT, zůstává neznámý.

## Farmakologické mechanismy
Mechanismy působení halucinogenů nejsou v současné době dobře známy. Receptor 5-HT2A je považován za nezbytný, ale není dostatečný pro halucinogenní účinky. DMT interaguje s řadou serotoninových receptorů, ale také s ionotropními a metabotropními glutamátovými receptory, dopaminem, acetylcholinem a sigma-1 receptory.

### Serotonin
Většina současných studií se zaměřuje na DMT (a nejklasičtější psychedelika) jako na částečného agonistu serotoninových (5-HT) receptorů. 5-HT2A receptor je považován za primární cíl klasických serotonergně zprostředkovaných psychedelických sloučenin, jako jsou LSD, DOI, psilocin a meskalin.
Agonistické vlastnosti a afinity k 5-HT1A receptoru se mezi klasickými psychedeliky liší. Antagonista 5-HT1A významně zvýšil hlášené psychologické účinky DMT.
Receptor 5-HT2C je pravděpodobně méně významný u psychedelických účinků, protože se vyvíjí tolerance vůči receptoru 5-HT2C.
DMT se váže na 5-HT2A receptor s relativně vysokou afinitou IC50 75 +/− 1 nM, ale další psychedelika, která postrádají vizuální účinky, mají k tomuto receptoru afinitu vyšší. Receptor 5-HT2A je nezbytný, ale nestačí k tomu, aby odpovídal za vizuální jev obvyklý u klasických halucinogenů. Subjektivní účinky na tyto sloučeniny jsou uváděny pouze emocionálně, postrádají vizuální jev běžný v jiných psychedelikách, jako je DMT, s výjimkou vzácných okolností, kdy se jako regulační faktor jeví individuální rozdíly v biologii.
Funkční selektivita toho, jak psychedelické sloučeniny modulují „rodinu“ receptorů 5-HT2, není dobře známa. Receptory „rodiny“ 5-HT2 primárně používají cestu druhého systému messengerů fosfolipázy C, ale také fosfolipázu A2. Fosfolipáza C hydrolyzuje membránové lipidy fosfatidylinositolu za vzniku inositol-1,4,5-trifosfátu (IP3) a diacylglycerátu. Diacylglycerát zůstává navázán na membránu a vede po směru aktivace proteinové kinázy C a zvyšuje uvolňování vápníku z nitrobuněčných zásob. Zejména proteinová kináza C může během expozice léku zprostředkovat desenzibilizaci 5-HT2A receptorů. Stimulace fosfolipázy A2 může vést k tvorbě kyseliny arachidonové. DMT stimuluje uvolňování kyseliny arachidonové a méně tvorby inositolfosfátu prostřednictvím receptoru 5-HT2A.
DMT, stejně jako jiné klasické halucinogeny, zvyšuje hladiny 5-HT a snižuje obrat 5-HT.

### Interakce glutamátu a 5-HT/glutamátu
Zajímavé jsou role metabotropních glutamátových receptorů skupiny II, NMDA receptoru a 5-HT2A receptorů při modulaci hladin glutamátu v synapsích. Tyto glutamátové receptory skupiny II mohou být také potenciálními cílovými místy pro zprostředkování halucinogenních účinků.
Agonisté mGlu2/3 (receptor skupiny II) receptoru mohou působit presynapticky k potlačení uvolňování glutamátu, ačkoli význam tohoto účinku při zprostředkování účinků DMT nebyl systematicky studován. Naproti tomu antagonista mGluR2/3 zvyšuje množství glutamátu v synapsích, čímž dochází k zesílení halucinogenních nebo psychedelických účinků. Inverzní agonista 5-HT2A receptoru, MDL100907, plně blokoval diskriminační stimulační účinky a hlava se škubla díky produkci DMT, zatímco antagonista 5-HT2C receptoru (SB242084) měl malý nebo žádný účinek na diskriminační stimulační účinky DMT. Agonista receptoru mGlu2/3 (LY379268) způsobil mírné snížení diskriminačních stimulačních účinků DMT, zatímco antagonista receptoru mGlu2/3 (LY341495) usnadnil účinky nízkých dávek DMT. Dále, myši s mGluR2 vykazovaly malé nebo žádné záškuby hlavy po 2,5-dimethoxy-4-jod-amfetaminu (DOI) a některé signalizace byly přerušeny, což může znamenat, že receptory mGlu2 jsou nezbytné pro halucinogenní aktivitu. Systematické podávání DOI zvyšuje výtok glutamátu ve ventrální tegmentální oblasti.
Elektrofyziologické studie naznačují, že stimulace 5-HT2A receptorů v mediální prefrontální kůře zvyšuje aktivitu pyramidálních buněk a může stimulovat kortikostmentální glutamatergické projekční neurony. Možným vysvětlením těchto účinků je to, že mGlu2 receptory ko-lokalizují s 5-HT2A receptory za vzniku heteroreceptorových komplexů. Bylo navrženo, že heteroreceptory indukují psychedelickou specifickou druhou messenger kaskádu, ačkoli to nebylo definitivně stanoveno.
Existují důkazy, že receptory NMDA mohou také hrát roli při zprostředkování účinků DMT. DMT částečně zablokovalo diskriminační stimulační účinky fencyklidinu, který svým působením na receptory NMDA produkuje halucinace. Kromě toho může aktivace sigma-1 receptoru pomocí DMT vést k zesílení NMDA receptorů.

### Dopamin
DMT postrádá přímé dopaminergní vlastnosti, protože nestimuluje adenylátcyklázu citlivou na dopamin (DA). DMT zřejmě nemá žádné agonistické účinky na dopaminové receptory, ačkoli vyšší dávky DMT (10 mg/kg a 20 mg/kg) způsobují ipsilaterální otáčení (testováno na potkanech).
Zdá se, že DMT zvyšuje centrální obrat dopaminu a zvyšuje striatální syntézu dopaminu u potkanů.
DMT mění hladiny dopaminu, což má za následek neurochemické a behaviorní účinky.

### Acetylcholin
DMT významně snižuje koncentraci acetylcholinu v corpus striatum. DMT nemělo žádný vliv na hladinu acetylcholinu v kůře.

### Sigma-1 receptor
Receptor sigma-1 byl kdysi považován za podtyp opioidního receptoru. Bylo předpokládáno, že má roli v několika neurobiologických nemocech a stavech, jako je závislost, deprese, amnézie, bolest, mrtvice a rakovina. Objevuje se široce distribuovaný v těle, včetně CNS, jater, srdce, plic, nadledvin, sleziny a slinivky břišní. Jsou lokalizovány mezi endoplazmatickým retikulem a mitochondrií. Agonisté receptoru sigma-1 signalizují receptoru, aby se sám vyloučil z jiných endoplazmatických chaperonů retikula, což umožňuje receptoru působit jako molekulární chaperon na receptory IP3. To zvyšuje vápníkovou signalizaci z endoplazmatického retikula na mitochondrie, aktivuje cyklus TCA a zvyšuje produkci ATP. Receptory sigma-1 se mohou přemístit na plazmatickou membránu nebo oblast plazmatické membrány, když jsou stimulovány vyššími koncentracemi agonistů nebo pokud jsou receptory sigma-1 nadměrně exprimovány. Jakmile se sigma-1 receptory translokují na plazmatickou membránu, mohou interagovat s několika inhibičními kanály a inhibovat je. Aktivace sigma-1 receptoru může také vést k zesílení NMDA receptorů.
Psychedelika a non-psychedelika se vážou na receptory sigma-1. DMT se váže na sigma-1 receptory při nízkých mikromolárních koncentracích (EC50 = 14 μM) a zdá se, že má účinky podobné agonistům. DMT inhibuje srdeční napětí aktivované sodíkovo iontovými kanály při vyšší koncentraci (100 M) v buňkách HEK293 a novorozenecké srdeční myocyty indukují hypermobilitu u myší divokého typu, která je blokována receptorem sigma-1. Kromě toho, syntetizující enzym DMT indolethylamin-N-methyltransferáza je ko-lokalizován se sigma-1 receptorem na C-terminálech motorických neuronů, což naznačuje, že mohou existovat dostatečné hladiny endogenního DMT pro aktivaci sigma-1 receptorů.
Ať už sigma-1 receptor hraje významnou roli v psychedelických účincích DMT, nebo ne, může stále hrát důležitou roli v jiných fyziologických mechanismech. Agonisté receptorů sigma-1 jsou potenciálně neuroprotektivní prostřednictvím několika mechanismů. DMT zdánlivě snížilo zánět prostřednictvím sigma-1 receptoru a může vyvolat neuronální plasticitu, což je dlouhodobý rekuperativní proces, který jde nad rámec neuroprotekce. Receptory sigma-1 mohou regulovat přežití buněk a proliferaci, takže pokud je DMT endogenním agonistou, může to vysvětlit fyziologickou relevanci a důležitost toho, proč má DMT třístupňový proces absorpce.
Regulace intracelulárního přetížení vápníkem, proapoptotická exprese genu prostřednictvím receptorů sigma-1, může vést k neuroprotekci během ischémie a acidózy a po ní. Další změny by přinesly změny plasticity závislé na sigma-1 receptoru. DMT tak může být ochranné při zástavě srdce, prospěšný během perinatálního vývoje, imunoregulace a pomoci při snižování progrese rakoviny.

### Okamžitá časná stimulace genu
Prostřednictvím druhého messenger systému může DMT ovlivnit rychlost genetické transkripce. Zvýšení exprese neurotrofického faktoru pocházejícího z mozku (BDNF) je také pozorováno po podání DMT. Exprese BDNF je spojena se synaptickou plasticitou, kognitivním procesem, jako je paměť, pozornost a plasticita synapsí.